# Georges Nitsch
Pour les articles homonymes, voir Nitsch.
Georges Nitsch né le 23 juin 1866 à Rennes et mort le 11 juin 1941 dans la même ville est un architecte et photographe français.

## Biographie
Après avoir exercé plusieurs métiers (commis d'entreprise, comptable, métreur-vérificateur puis métreur) et être passé par l'école des beaux-arts de Rennes, Georges Nitsch devient architecte vers 1900. Il apparaît comme architecte dans l'annuaire officiel de la Ville de Rennes et d'Ille-et-Vilaine en 1902, et installe son cabinet au 2 galeries Méret à Rennes. Entre 1900 et 1927, date à laquelle il arrête sa carrière d'architecte, il construit 133 bâtiments comme des maisons, des villas, des hôtels particuliers, des immeubles et des magasins à Rennes.
Il pratique aussi la photographie et est l’auteur de trois ouvrages sur les monuments de Rennes.
Il est secrétaire général de la Société photographique de Rennes, créée en 1890, de 1913 à 1923, puis président de 1923 à 1938. Il en conserve le titre de président d’honneur jusqu'à sa mort.

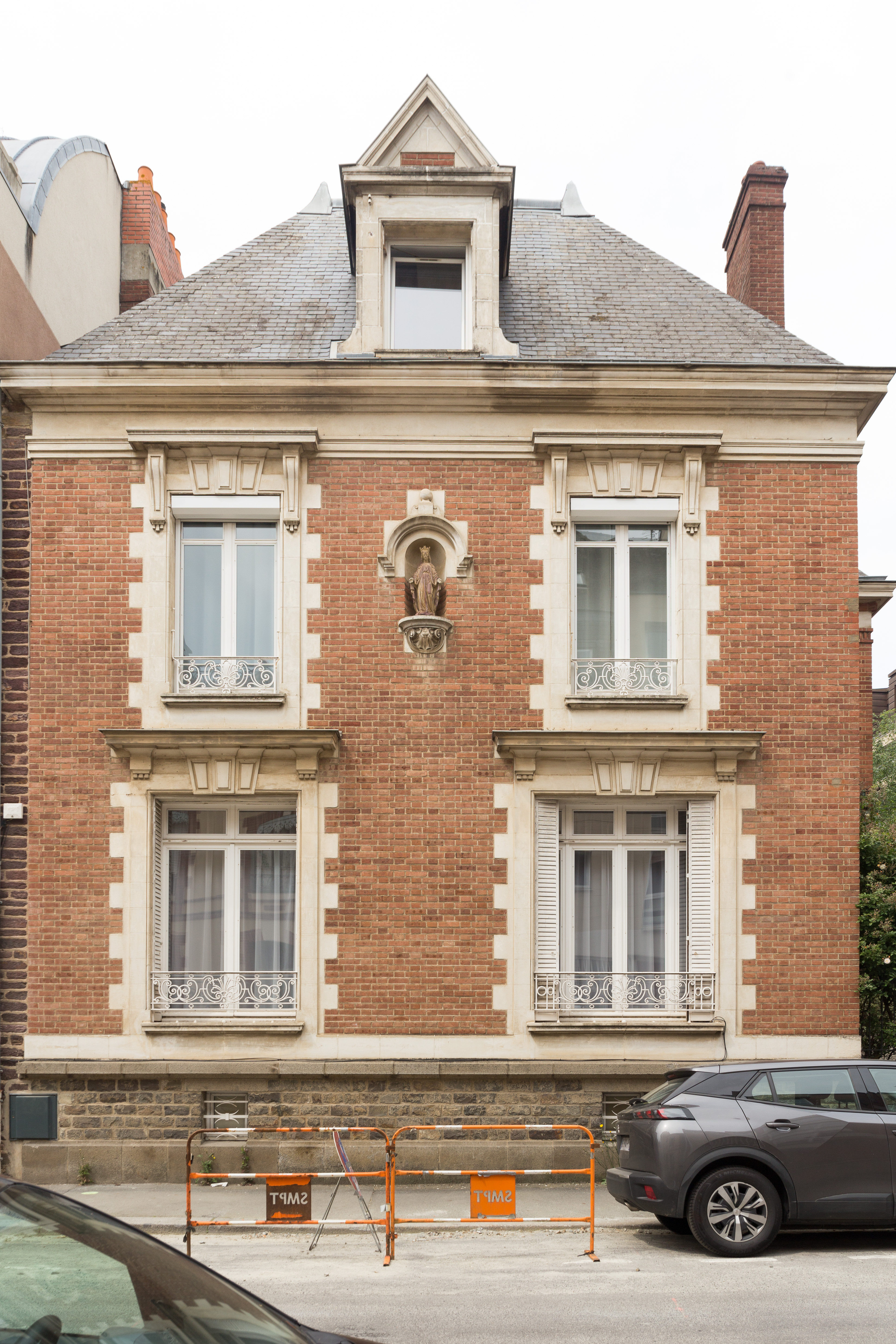
Maison de la Madone, 18 rue de la Santé à Rennes (1912).
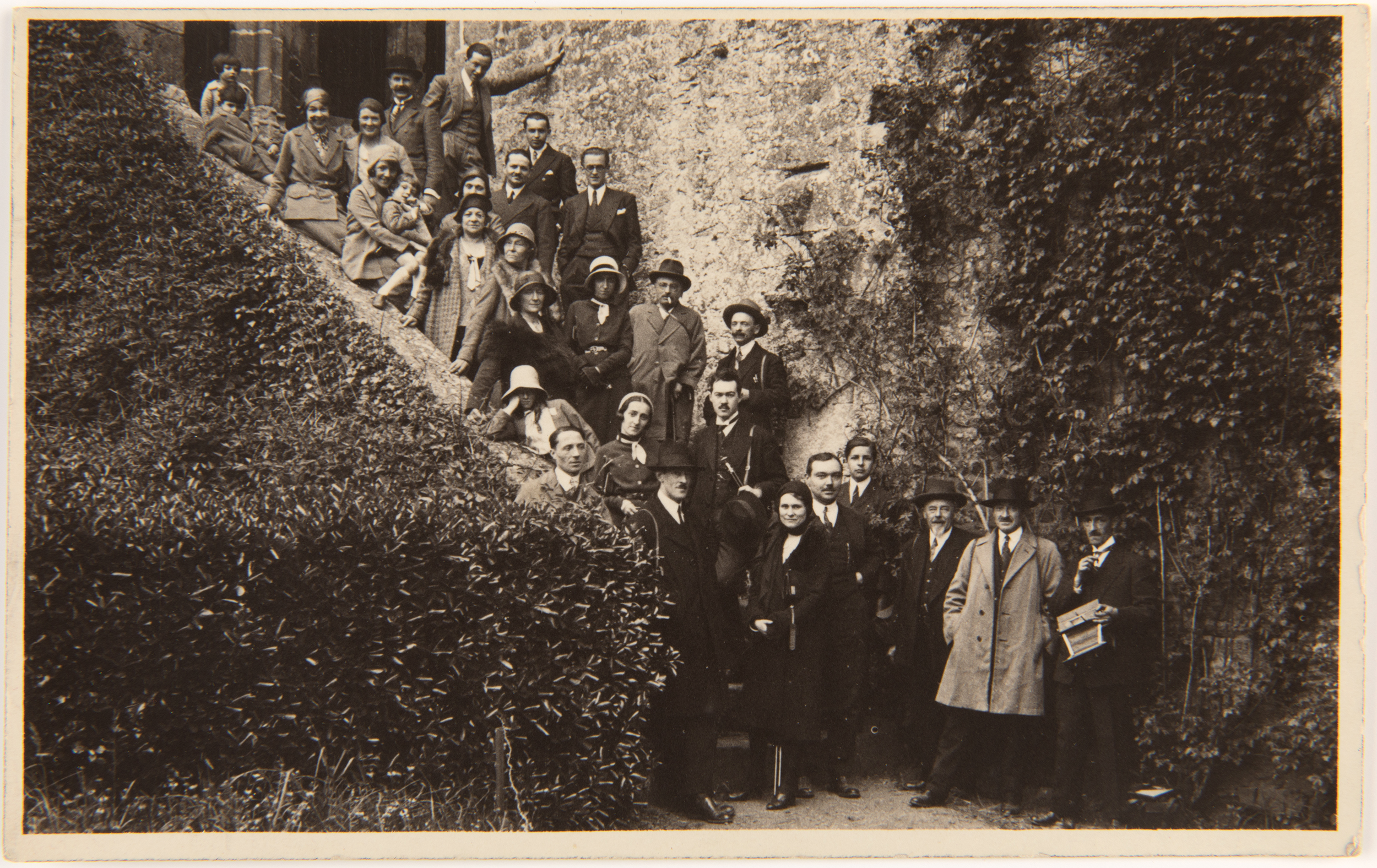
Photographie des membres de la Société photographique de Rennes. Georges Nitsch est le troisième homme en bas en partant de la droite.

## Photographies
De nombreux négatifs sur plaques de verre, tirages photographiques ou encore des lettres de Georges Nitsch sont conservés au musée de Bretagne à Rennes.

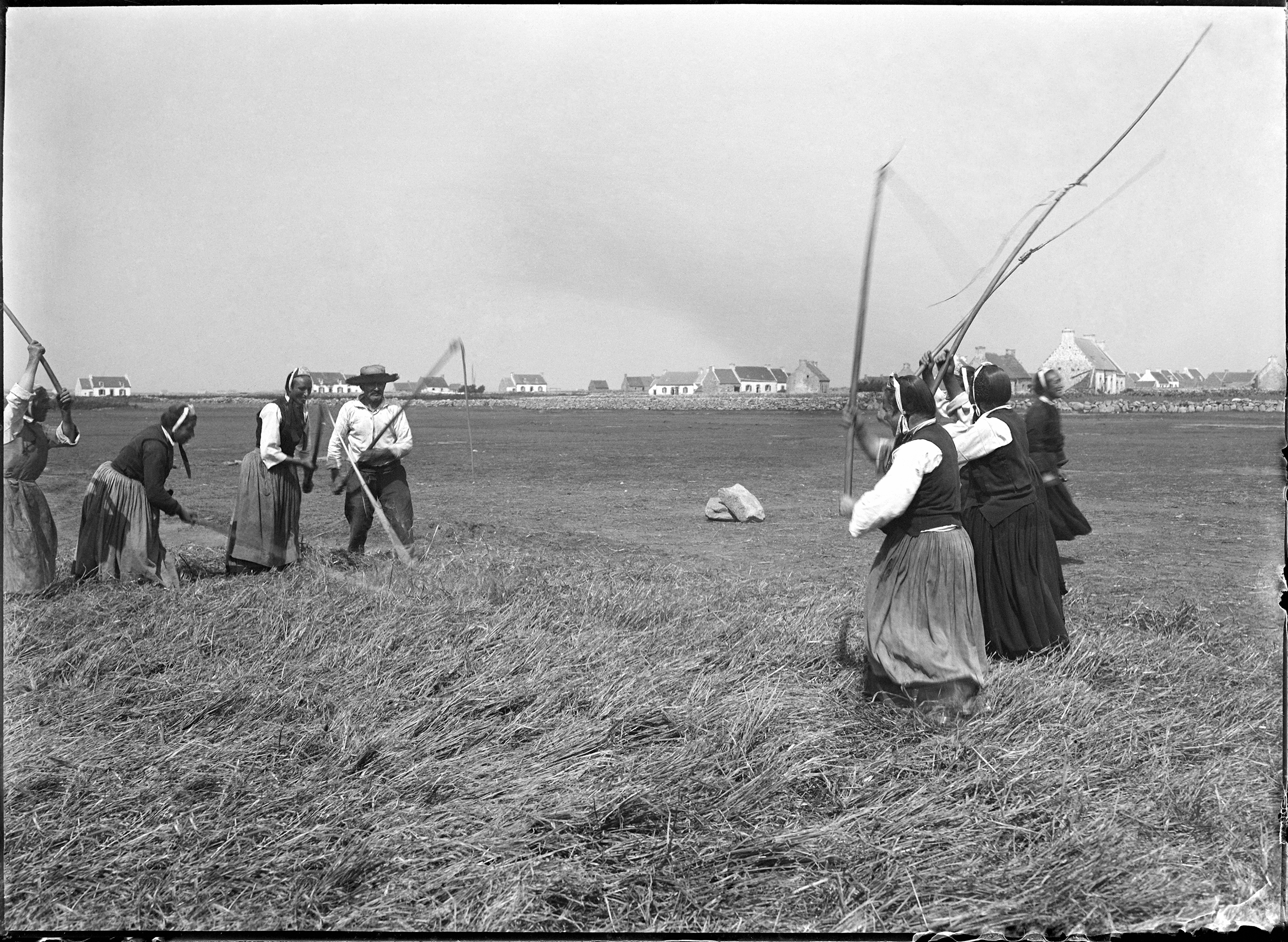
Georges Nistsch, Battage au fléau en Pays Bigouden, début XXe siècle
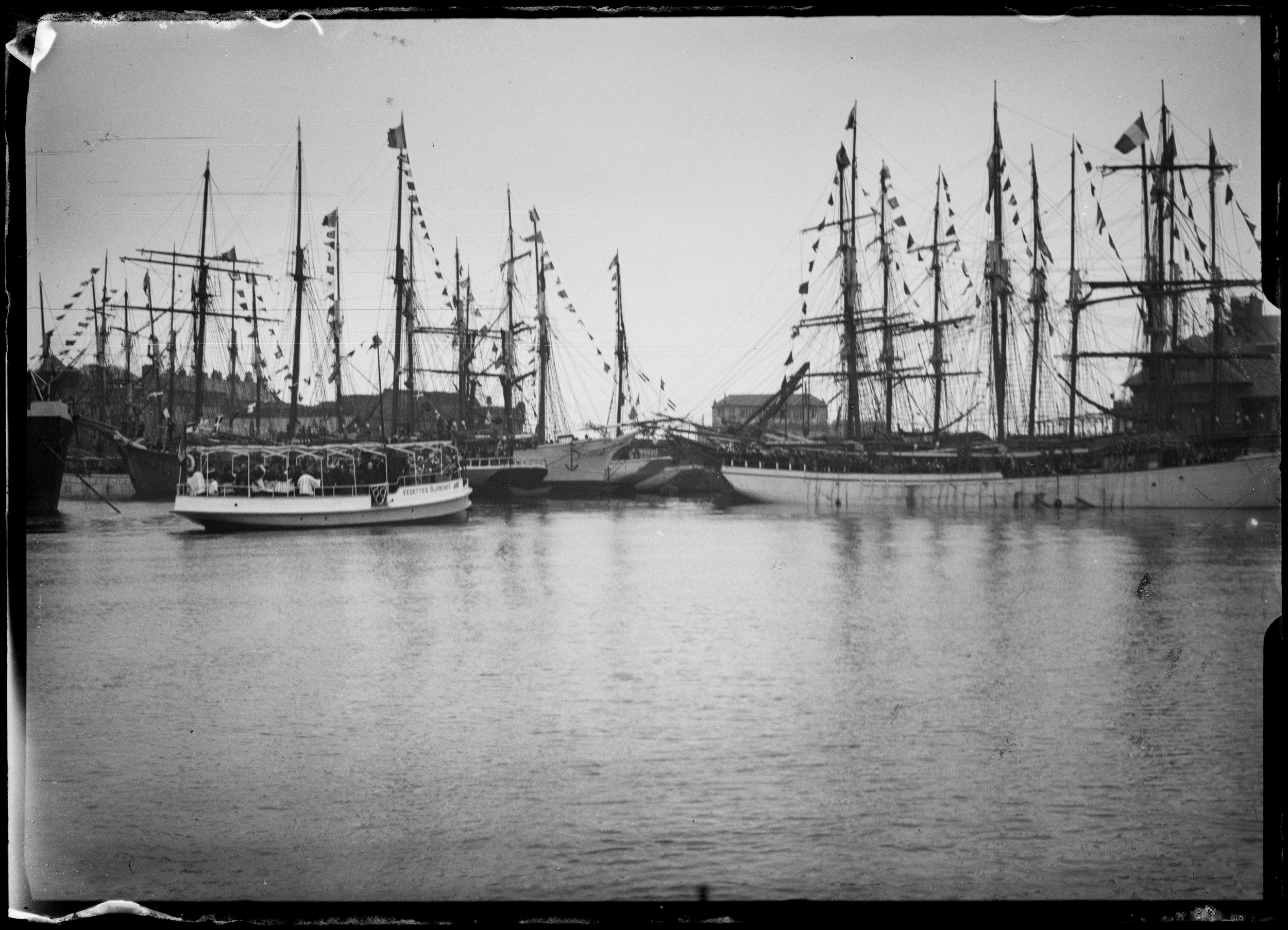
Georges Nitsch, Pardon des Terre-Neuvas, Saint-Malo, fin XIXe - début XXe siècle
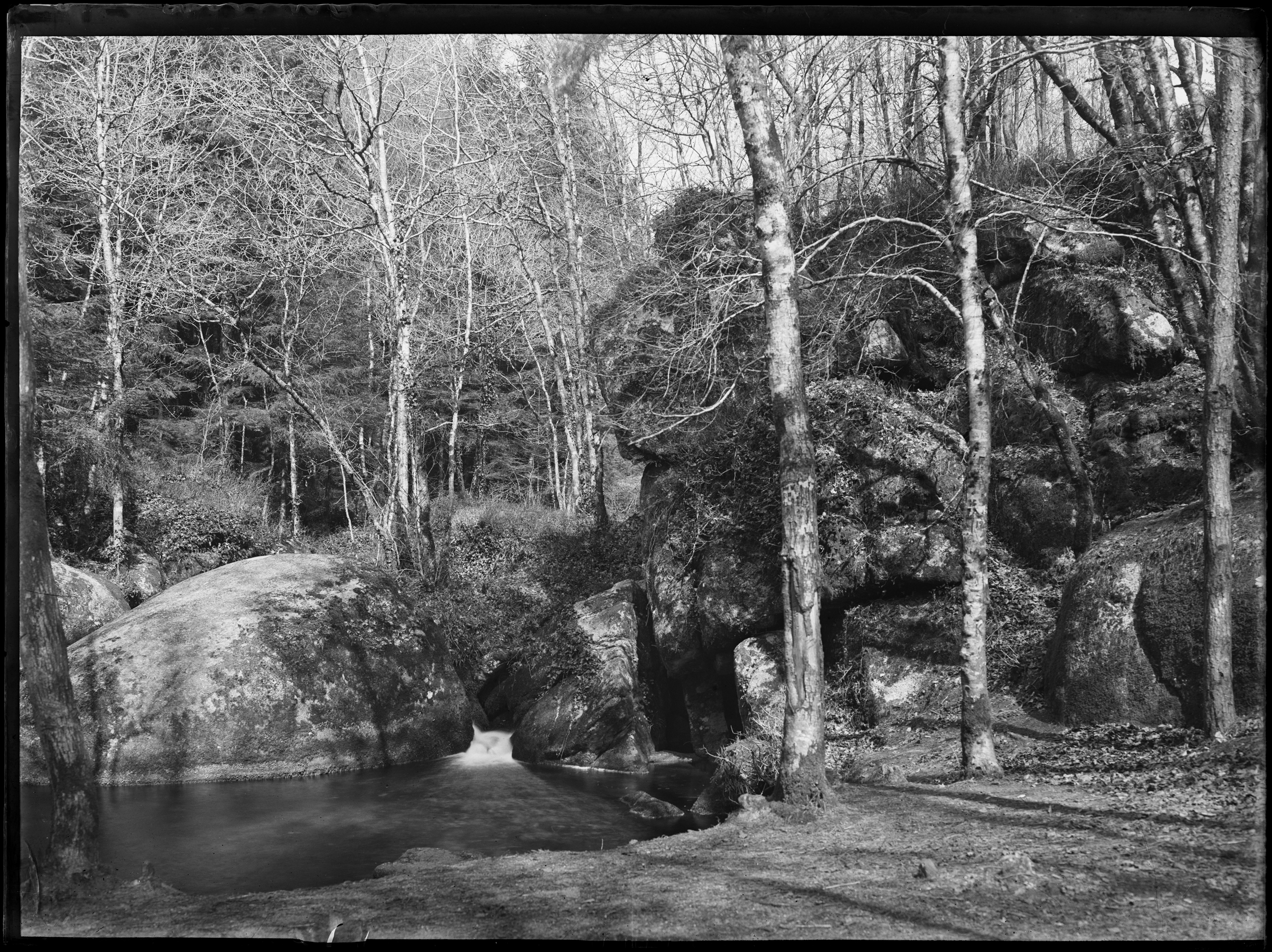
Georges Nitsch, Le Huelgoat, début XXe siècle
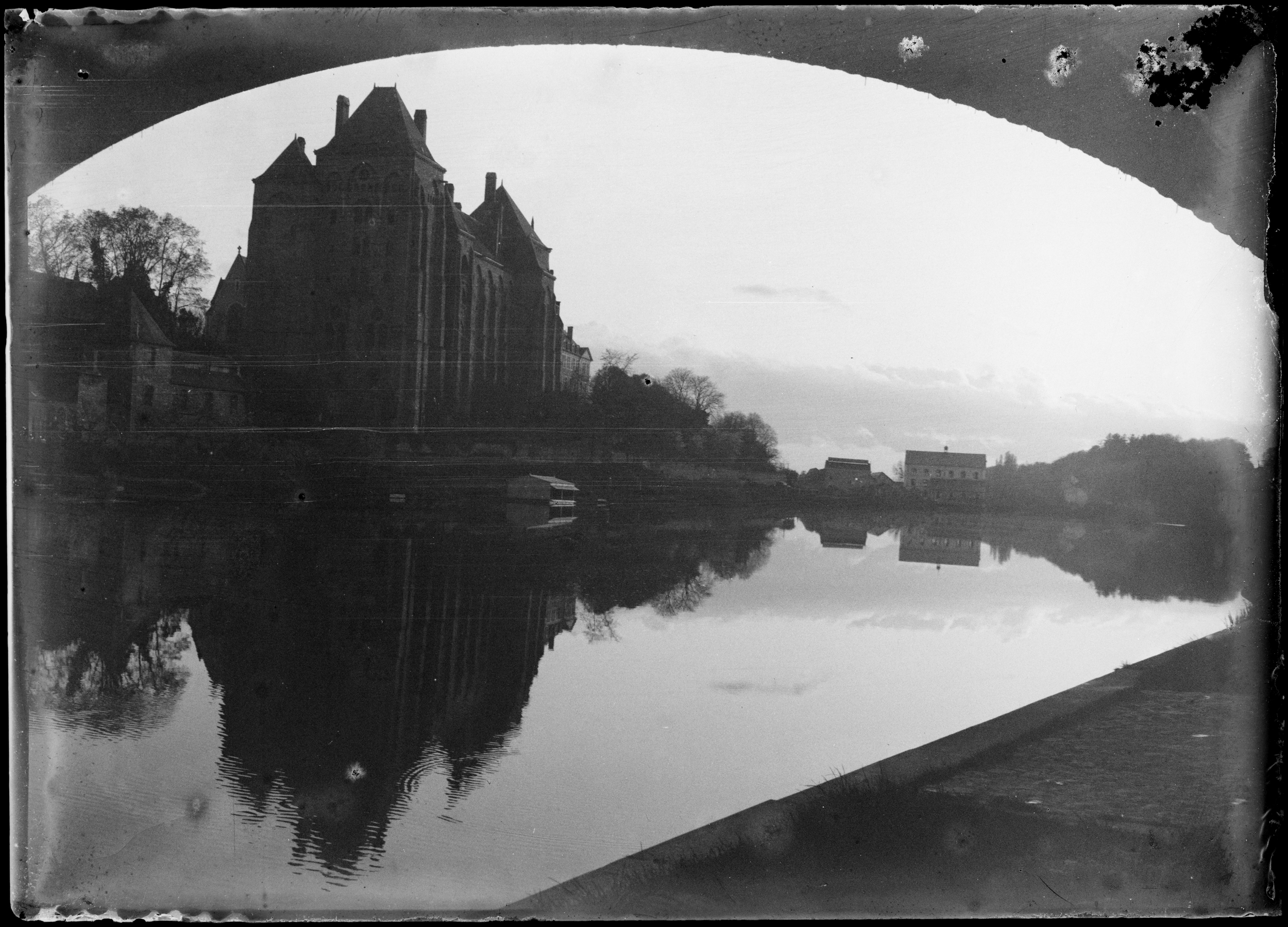
Georges Nitsch, Solesmes abbaye, fin XIXe - début XXe siècle

## Publications
- L'Hôtel de Ville. La Tour de l'Horloge. Le Présidial de Rennes. Notes historiques, 1928.
- La Cathédrale. L'Abbaye Saint-Melaine. L'Église Saint-Germain de Rennes. Notes historiques, 1929.
- Le Palais de justice de Rennes. La Cour de Parlement de Bretagne, avec Xavier d'Haucourt, 1932, ré-édité en 1994.